# Liste des longs métrages mexicains proposés à l'Oscar du meilleur film international
Cet article présente la liste des longs métrages mexicains proposés à l'Oscar du meilleur film international.

## Films proposés
Tous les films sont en espagnol, à l'exception de Lumière silencieuse en 2008, qui est en bas allemand mennonite, une variante du bas-prussien, un dialecte allemand.
| Année (Cérémonie) | Titre français                              | Titre original                       | Réalisateur                                                 | Résultat         |
| ----------------- | ------------------------------------------- | ------------------------------------ | ----------------------------------------------------------- | ---------------- |
| 1958 (30e)        | Torero                                      |                                      | Carlos Velo                                                 | Non nommé        |
| 1960 (32e)        | Nazarín                                     |                                      | Luis Buñuel                                                 | Non nommé        |
| 1961 (33e)        | Macario                                     | Macario                              | Roberto Gavaldón                                            | Nommé            |
| 1962 (34e)        | Ánimas Trujano                              |                                      | Ismael Rodríguez                                            | Nommé            |
| 1963 (35e)        | Tlayucan                                    |                                      | Luis Alcoriza                                               | Nommé            |
| 1964 (36e)        | El hombre de papel                          |                                      | Ismael Rodríguez                                            | Non nommé        |
| 1966 (38e)        | Toujours plus loin                          | Tarahumara (Cada vez más lejos)      | Luis Alcoriza                                               | Non nommé        |
| 1967 (39e)        | Viento negro (es)                           |                                      | Servando González (es)                                      | Non nommé        |
| 1968 (40e)        | Los adolescentes (pt)                       |                                      | Abel Salazar                                                | Non nommé        |
| 1972 (44e)        | El topo                                     |                                      | Alejandro Jodorowsky                                        | Non nommé        |
| 1974 (46e)        | John Reed, Mexico insurgente                | Reed, México insurgente              | Paul Leduc                                                  | Non nommé        |
| 1975 (47e)        | Calzonzin inspector (es)                    |                                      | Alfonso Arau                                                | Non nommé        |
| 1976 (48e)        | Actes de Marusia                            | Actas de Marusia                     | Miguel Littín                                               | Nommé            |
| 1977 (49e)        | Longitud de guerra (es)                     |                                      | Gonzalo Martínez Ortega                                     | Non nommé        |
| 1978 (50e)        | Pafnucio Santo (es)                         |                                      | Rafael Corkidi                                              | Non nommé        |
| 1979 (51e)        | Ce lieu sans limites                        | El lugar sin límites                 | Arturo Ripstein                                             | Non nommé        |
| 1982 (54e)        | Mojado Power (pt)                           |                                      | Alfonso Arau                                                | Non nommé        |
| 1984 (56e)        | Eréndira                                    |                                      | Ruy Guerra                                                  | Non nommé        |
| 1986 (58e)        | Frida, nature vivante                       | Frida, naturaleza viva               | Paul Leduc                                                  | Non nommé        |
| 1987 (59e)        | L'Empire de la fortune (es)                 | El imperio de la fortuna             | Arturo Ripstein                                             | Non nommé        |
| 1988 (60e)        | Lo que importa es vivir (pt)                |                                      | Luis Alcoriza                                               | Non nommé        |
| 1989 (61e)        | El último túnel (pt)                        |                                      | Servando González (es)                                      | Non nommé        |
| 1991 (63e)        | Cabeza de Vaca                              |                                      | Nicolás Echevarría                                          | Non nommé        |
| 1992 (64e)        | Le Devoir (es)                              | La tarea                             | Jaime Humberto Hermosillo                                   | Non nommé        |
| 1993 (65e)        | Les Épices de la passion                    | Como agua para chocolate             | Alfonso Arau                                                | Non nommé        |
| 1994 (66e)        | Cronos                                      |                                      | Guillermo del Toro                                          | Non nommé        |
| 1995 (67e)        | Principio y fin                             |                                      | Arturo Ripstein                                             | Non nommé        |
| 1996 (68e)        | El callejón de los milagros                 |                                      | Jorge Fons                                                  | Non nommé        |
| 1997 (69e)        | Entre Pancho Villa y una mujer desnuda (es) |                                      | Sabina Berman Isabelle Tardán                               | Non nommé        |
| 1998 (70e)        | Carmin profond                              | Profundo carmesí                     | Arturo Ripstein                                             | Non nommé        |
| 1999 (71e)        | Un envoûtement                              | Un embrujo                           | Carlos Carrera                                              | Non nommé        |
| 2000 (72e)        | Pas de lettre pour le colonel               | El coronel no tiene quien le escriba | Arturo Ripstein                                             | Non nommé        |
| 2001 (73e)        | Amours chiennes                             | Amores perros                        | Alejandro González Iñárritu                                 | Nommé            |
| 2002 (74e)        | Parfum de violettes                         | Nadie te oye: Perfume de violetas    | Maryse Sistach (es)                                         | Non nommé        |
| 2003 (75e)        | Le Crime du père Amaro                      | El crimen del padre Amaro            | Carlos Carrera                                              | Nommé            |
| 2004 (76e)        | Aro Tolbukhin. En la mente del asesino (es) |                                      | Isaac-Pierre Racine Agustí Villaronga Lydia Zimmermann (es) | Non nommé        |
| 2005 (77e)        | Voces inocentes                             |                                      | Luis Mandoki                                                | Non nommé        |
| 2006 (78e)        | Al otro lado (es)                           |                                      | Gustavo Loza                                                | Non nommé        |
| 2007 (79e)        | Le Labyrinthe de Pan                        | El laberinto del fauno               | Guillermo del Toro                                          | Nommé            |
| 2008 (80e)        | Lumière silencieuse                         | Stellet Licht                        | Carlos Reygadas                                             | Non nommé        |
| 2009 (81e)        | Arráncame la vida                           |                                      | Roberto Sneider (es)                                        | Préselectionné   |
| 2010 (82e)        | El Traspatio                                |                                      | Carlos Carrera                                              | Non nommé        |
| 2011 (83e)        | Biutiful                                    |                                      | Alejandro González Iñárritu                                 | Nommé            |
| 2012 (84e)        | Miss Bala                                   | Miss Bala                            | Gerardo Naranjo                                             | Non nommé        |
| 2013 (85e)        | Después de Lucía                            |                                      | Michel Franco                                               | Non nommé        |
| 2014 (86e)        | Heli                                        |                                      | Amat Escalante                                              | Non nommé        |
| 2015 (87e)        | Cantinflas (es)                             |                                      | Sebastián Del Amo                                           | Non nommé        |
| 2016 (88e)        | 600 Miles                                   | 600 Millas                           | Gabriel Ripstein                                            | Non nommé        |
| 2017 (89e)        | Desierto                                    |                                      | Jonás Cuarón                                                | Non nommé        |
| 2018 (90e)        | Tempête (es)                                | Tempestad                            | Tatiana Huezo Sánchez                                       | Non nommé        |
| 2019 (91e)        | Roma                                        |                                      | Alfonso Cuarón                                              | Remporte l'Oscar |
| 2020 (92e)        | La camarista (es)                           |                                      | Lila Avilés                                                 | Non nommé        |
| 2021 (93e)        | Je ne suis plus là                          | Ya no estoy aquí                     | Fernando Frías de la Parra (es)                             | Préselectionné   |
| 2022 (94e)        | Noche de fuego (es)                         |                                      | Tatiana Huezo Sánchez                                       | Préselectionné   |
| 2023 (95e)        | Bardo                                       |                                      | Alejandro González Iñárritu                                 | Préselectionné   |
| 2024 (96e)        | Tótem                                       |                                      | Lila Avilés                                                 | Préselectionné   |
| 2025 (97e)        | Hijo de Sicario                             | Sujo                                 | Astrid Rondero Fernanda Valadez                             | En attente       |